# Sclerophrys xeros
Sclerophrys xeros – gatunek afrykańskiego płaza bezogonowego z rodziny ropuchowatych (Bufonidae).

## Taksonomia
Obecnie gatunek zalicza się do rodzaju Sclerophrys, w przeszłości umiejscawiano go także w  rodzaju Bufo.

## Występowanie
Zwierzę to posiada rozległy zasięg występowania. Zaliczamy do niego: południową Saharę Zachodnią, południową i środkową Mauretanię, Senegal (oprócz południa kraju), Gambię, północny skraj Gwinei, środkowe Mali, północną Burkinę Faso (co nie zostało potwierdzone), większą część Nigru, wschodnią Algierię, zachodnią Libię, północną Nigerię (czego również nie potwierdzono), północny Kamerun, środkowy Czad, środkowy Sudan i niewielki obszar na południu tego państwa, zachodnią Erytreę, Dżibuti, północną, wschodnią i południową Etiopię, południową Somalię, Kenię oprócz południowego zachodu, północny wschód Ugandy, północno-zachodnią Tanzanię. Nie istnieje pewność co do obecności płaza w Angoli, wspomnianej już Burkinie Faso i Nigerii, Beninie, Gwinei Bissau, a także w Republice Środkowoafrykańskiej i Demokratycznej Republice Konga.
Zasiedla sawanny, tereny porośnięte drzewami i krzakami. Dobrze radzi sobie w obszarach suchych, nieraz spotyka się go w wyschniętych korytach rzecznych czy przy oazach.

## Rozmnażanie
Wykorzystuje do celów rozrodczych czasowo istniejące zbiorniki wodne. W suchych okolicach rozmnaża się tylko dzięki okresowym powodziom.

## Status
W Czerwonej księdze gatunków zagrożonych IUCN Sclerophrys xeros klasyfikowany jest jako gatunek najmniejszej troski (LC, ang. Least Concern).
Płaz występuje pospolicie, trend jego liczebności nie jest znany.
Grozi mu susza i ekspansja ludzka.
Zwierzę to zamieszkuje liczne obszary chronione.